# Bergprinia
De bergprinia (Prinia crinigera) is een zangvogel uit de familie Cisticolidae.

## Verspreiding en leefgebied
Deze soort komt voor van Afghanistan tot zuidwestelijk China en telt vier ondersoorten:
- P. c. striatula: oostelijk Afghanistan en westelijk Pakistan.
- P. c. crinigera: van noordoostelijk Pakistan tot Bhutan.
- P. c. yunnanensis: van noordoostelijk India, westelijk en noordelijk Myanmar tot westelijk Yunnan (China).
- P. c. bangsi: zuidoost Yunnan (China).

## Status
De grootte van de populatie is niet gekwantificeerd maar de soort wordt omschreven als plaatselijk zeer algemeen. Op de Rode lijst van de IUCN heeft deze soort de status niet bedreigd.